# Přerov (nádraží)
Přerov je železniční stanice ve stejnojmenném městě, která se nachází na původní železniční trati společnosti c.k.privilegované Severní dráhy císaře Ferdinanda (SDCF) ve městě Přerov na adrese Husova 632/1. Je to důležitý železniční uzel a součást II. železničního rychlostního koridoru a VI. evropského železničního koridoru. Výpravní budova je kulturní památka České republiky.

## Historie
Stanicí Přerov vedla železniční trať SDCF z Vídně (Břeclavi) a dále se rozvětvovala ve směru na Olomouc (1841) a Lipník nad Bečvou (později 1847 Bohumín). Pravidelný provoz mezi Přerovem a Břeclaví byl zahájen 1. září 1841. V roce 1869 uvedena do provozu trať Brno–Přerov. Narůstající přepravní zátěž si vyžádala vybudování samostatného nákladního nádraží v letech 1889–1893. V roce 1888 byl vypracován projekt celkové přestavby stanice podle projektu oddělení pozemních staveb, které vedl Josef Echinger. V letech 1892–1893 došlo k přestavbě stanice.
Za protektorátu to bylo největší nádraží co do počtu odbavených vlaků: na více než 100 km kolejnic tudy projíždělo denně okolo 250 vlaků. To bylo možné díky prvnímu elektrickému zabezpečovacímu zařízení na pevnině (výhybky i signály se ovládaly z ústředny).
Kompletní rekonstrukce nádraží probíhala od roku 2009 do 2014 v rámci Rekonstrukce žst. Přerov. Ta zahrnovala celkovou rekonstrukci železničního svršku (24 571 m a 100 výhybek), rekonstrukci původního podchodu z výpravní budovy a výstavbu nového podchodu od autobusového nádraží, vybudování průtahových kolejí pro koridory. Dále také přesun nástupiště č. 3 a 4, repasování původních střech a osazení na nová ostrovní nástupiště. Rekonstruovány byly též mosty a propustky, trakční vedení, zabezpečovací a sdělovací zařízení. Celá rekonstrukce si vyžádala přes 4 miliardy korun, které byly hrazeny z velké části evropskými operačními fondy.

## Stanice
V roce 1841 měla stanice šest kolejí a výpravní budovu, restauraci a skladiště. Přes koleje naproti výpravní budovy byla výtopna s dílnami. V průběhu 19. století vznikla tři nástupiště. Ze stanice byly vypravovány vlaky do čtyř směrů. Železniční uzel Přerov byl vybaven novým staničním zabezpečením ESA 44.

### Výpravní budova
Původní výpravní budovu navrhl architekt Anton Jüngling. Výpravní budova byla přízemní na obdélném půdorysu s valbovou střechou. V roce 1848 byla vedle výpravní budovy postavena podle návrhu architekta Ernesta Ehrenhause restaurace s hostinskými pokoji. Stará restaurace byla snesena. 3. prosince 1860 restaurace vyhořela. V roce 1862 byl celý objekt přestavěn na jednopatrovou budovu a hrázdění bylo nahrazeno cihlovými stěnami. Další rozšíření bylo v roce 1868. Podél celé budovy bylo postaveno kryté nástupiště. V přízemí výpravní budovy byla zřízena pošta (bývalá kancelář staniční inspekce).
V letech 1892–1893 byla přestavěna původní budova restaurace podle návrhu architekta Hartwiga Fischela. Reprezentativní výpravní budova byla postavena v novorenesančním slohu s omítanou fasádou členěnou pásovou rustikou, přerušovanou hladkými pilastry, s okny v šambránách ukončenými obloukovými segmenty. V roce 2000 byla budova výpravny rekonstruována do podoby z roku 1893.
Ve výpravní budově je zachována dvorská čekárna (císařský salonek) přístupná z prvního nástupiště, která byla určená pro císařskou rodinu.

### Nástupiště

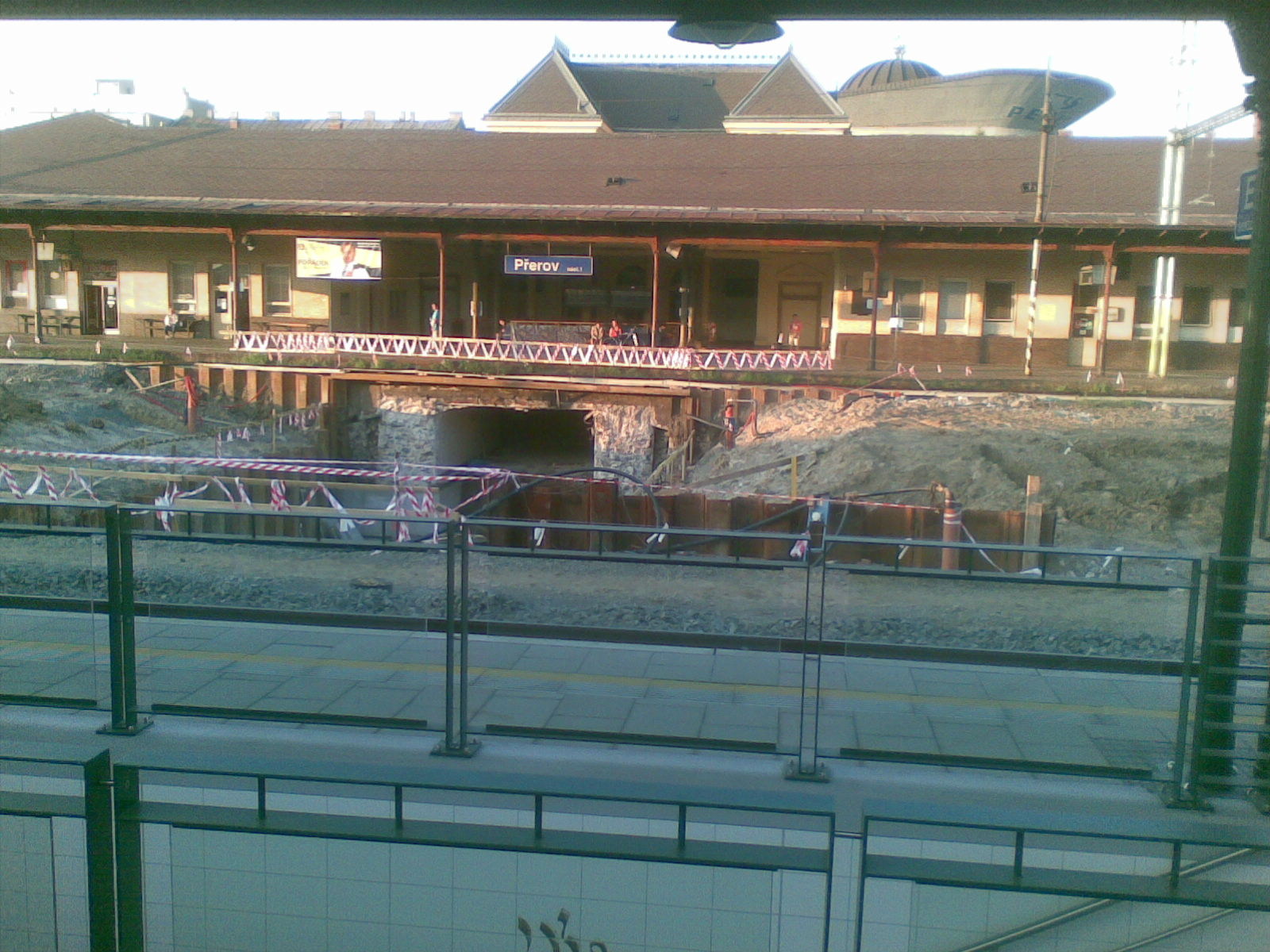
Rekonstrukce původního podchodu (2012)

Součástí výpravní budovy je první nástupiště kryté pultovou střechou ve tvaru asymetrického V (tzv. vlaštovková střecha) nesena 27 litinovými sloupy, které měly zdobené hlavice. Druhé a třetí nástupiště měly pultové střechy ve tvaru písmene W a byly neseny 19 dvojicemi litinových sloupů se zdobenými hlavicemi. Střecha prvního nástupiště pocházela z roku 1868, druhé a třetí měly střechu z období 1892–1893. V roce 1892 byl vybudován k nástupištím podchod – první v českých zemích. Původní sloupy jsou dochovány na prvním a druhém nástupišti.
Druhé nástupiště má zachovalý také mechanický informační systém z roku 1898, který ukazoval směr k cílové stanici vlaku. Tabule s nápisy cílových stanic byly vztyčovány pomocí táhel. Mechanismus byl v roce 2012 rekonstruován a opraven. Modernizací železničního uzlu v období 2009–2014 byla posunuta tři ostrovní nástupiště (2, 3 a 4) a rozšířeno nástupiště u výpravní budovy (1A a 1B), které nově umožňuje nástup u kusých kolejí č. 5 a 7. Vytvořením dvou nových průtahových kolejí mezi prvním a druhým nástupištěm byla ostrovní nástupiště vysunuta do nové polohy. Byl rekonstruován původní podchod a přistavěn nový jižní podchod s výtahy.

### Vodárna
Vodárna, postavena v roce 1855, byla situována za kolejemi naproti výpravní budově v lokomotivním depu. Dvoupatrová věž s valbovou střechou a přízemními bočními křídly se dvěma řadami úzkých obdélných oken. Podle charakteristických znaků staveb se autorství přičítá projekční kanceláři SDCF, kterou vedl architekt Theodor Hoffmann. Další věžový vodojem podle typizovaného plánu (Normalplan No 120) byl postaven v Přerově-Lověšicích. Jde o věžový vodojem se sedlovou střechou s válcovou nádrží se sféricky vypouklým dnem postavený v roce 1908. V patře mezi vyzděnými nárožími byla bedněná pole s obdélnými okny. V lokomotivním depu byl postaven železobetonový věžový vodojem kombinovaný s cihelnou vyzdívkou kruhového půdorysu. Válcová nádrž přesahovala obvod dříku, který byl železobetonový rámové konstrukce s vystupujícími pilíři po obvodu a cihlovou vyzdívkou, ve které byla prolomena sklobetonová okna. Střecha byla plochá.

### Remízy, výtopny
V blízkosti vodárny se nacházela obdélná remíza (výtopna). Budova byla zděná omítaná ukončena segmentovými vraty. Podél okapové strany měla přístavbu. Tato stavba slouží jako revizní hala. V době uvedení do provozu Moravskoslezské severní dráhy byly postaveny další obdélné výtopny a vodárna. Nad tratí byla postavena v letech 1872–1873 přechodová lávka pro zaměstnance výtopny.
Kruhová remíza pochází z roku 1896, původně měla jen 15 kolejí. Později byla rozšířená po vnějším obvodu přístavbou, která byla zastřešena pultovou střechou. V období 1942–1943 bylo přidáno dalších osm kolejí do půlkruhu. V roce 1962 při přestavbě byla zastřešena novou segmentovou střechou a byly omítnuty fasády.

### Stavědla
V roce 1894 byla stanice Přerov vybavena jako první na světě elektrodynamickým zařízením vyrobeným firmou Siemens & Halske. V roce 1908 bylo postaveno levé přednádraží, obě přednádraží vybavena stavědly 4–12, která byla vybavena elektromechanickým zabezpečovacím zařízením a pěti stanovišti. Z výhybkářských stanovišť byly výměny přestavovány ručně. Unikátní stavědlo 1 (při kojetínském podjezdu) z roku 1933 bylo sneseno v roce 2012. Modernizací nádraží byla instalována do budovy Centrálního dispečerského pracoviště Přerov (CDP Přerov) moderní technologie staničního zabezpečovacího zařízení ESA 44.

## Služby ve stanici
V železniční stanici jsou cestujícím poskytovány tyto služby: mezinárodní pokladní přepážka, vnitrostátní pokladní přepážka (ČD, Regiojet), možnost platit v eurech, platba platební kartou, automat na jízdenky ČD, bezbariérové WC, výdej In Karet (ČD), čekárna, ČD centrum, půjčovna kol ČD Bike, úschovna kol, úschovna zavazadel. V blízkosti je autobusové nádraží.

## Památník
Před nádražím je umístěna lokomotiva 310.0102 (Kafemlejnek), která byla vyrobena První česko-moravskou továrnou na stroje v Praze v roce 1902. Lokomotiva byla určena pro Císařsko rakouské dráhy a jezdila na dráze Louny–Libochovice do roku 1918, pak v Táboře, v letech 1938–1945 u Českomoravských protektorátních drah, po druhé světové válce u Československých drah, od roku 1954 v cukrovaru v Němčicích nad Hanou. V sedmdesátých letech 20. století byla v depu v Přerově, kde byla renovována. Od roku 1978 do 2000 byla vystavena vedle výpravní budovy. Znovu po rekonstrukci byla vystavena v roce 2006 spolu se služebním vozem ČSD.

## Nehody
- Dne 16. května 2011 se ve stanici na nástupišti č. 1 vznítila lokomotiva kvůli technické závadě na jejím řídícím pultu. Nehoda se obešla bez zranění.[22]
- Dne 5. června 2017 ve stanici u nástupiště 1A havaroval rychlík společnosti LeoExpress. Důvodem byla nevolnost strojvedoucího, který následně nedobrzdil na kusé koleji a narazil do betonového zarážedla. Celkem se zranilo 18 lidí, kteří byli převezeni do olomoucké fakultní a přerovské nemocnice.[23]

## Obytné domy
Pro zajištění kvalifikované a spolehlivé pracovní síly a především jejich dosažitelnost, byly pro zaměstnance dráhy stavěny obytné domy v blízkosti železnice. V letech 1872–1873 byly postaveny obytné domy se se služebními byty v ulici Husově (dvojdům) a Škodově (komplex šesti domů). Ve Škodově ulici byly kvůli jejich pozdějším nepřizpůsobivým obyvatelům zbourány.

## Galerie

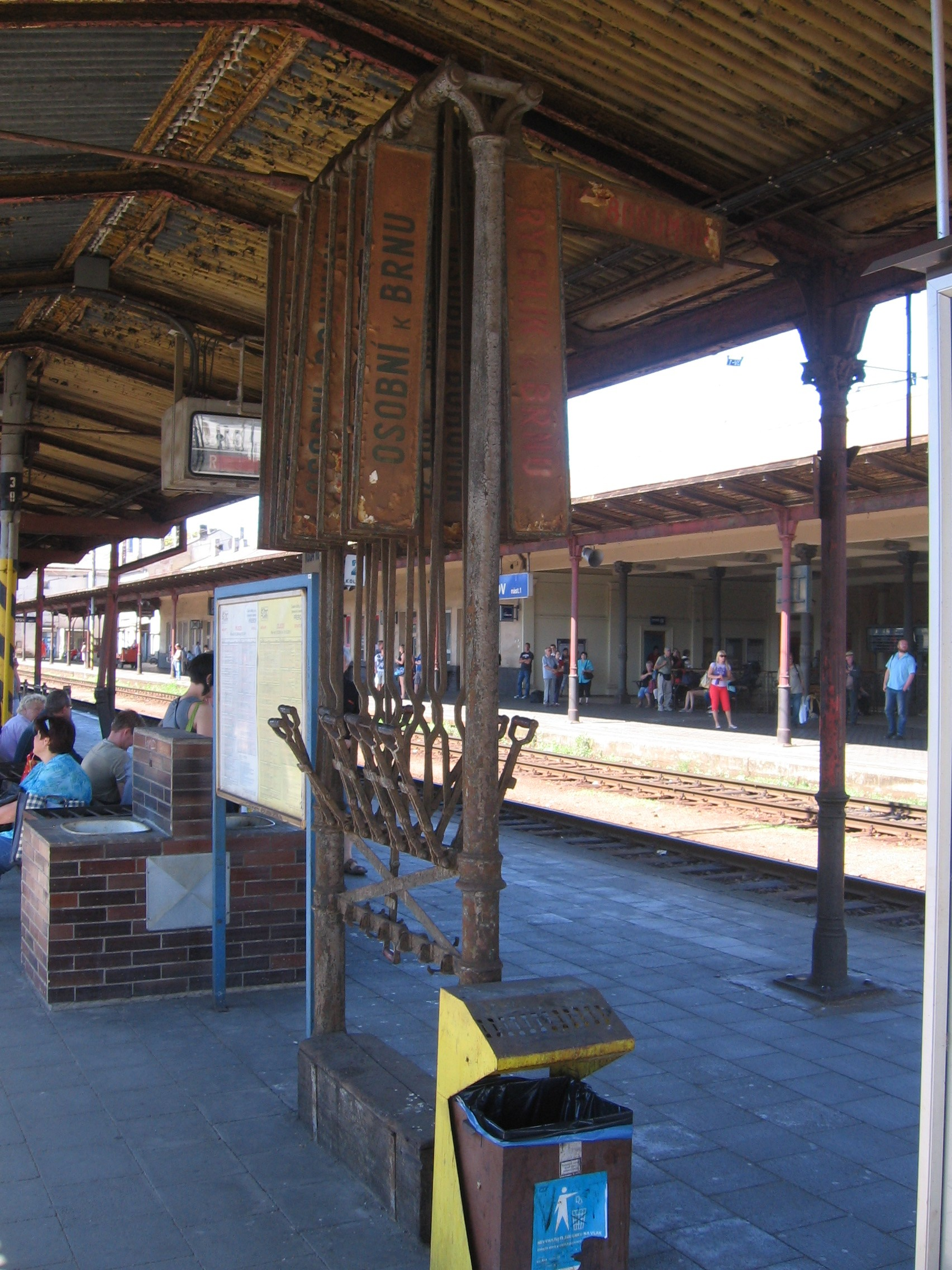
Původní mechanické informační tabule na 2. nástupišti
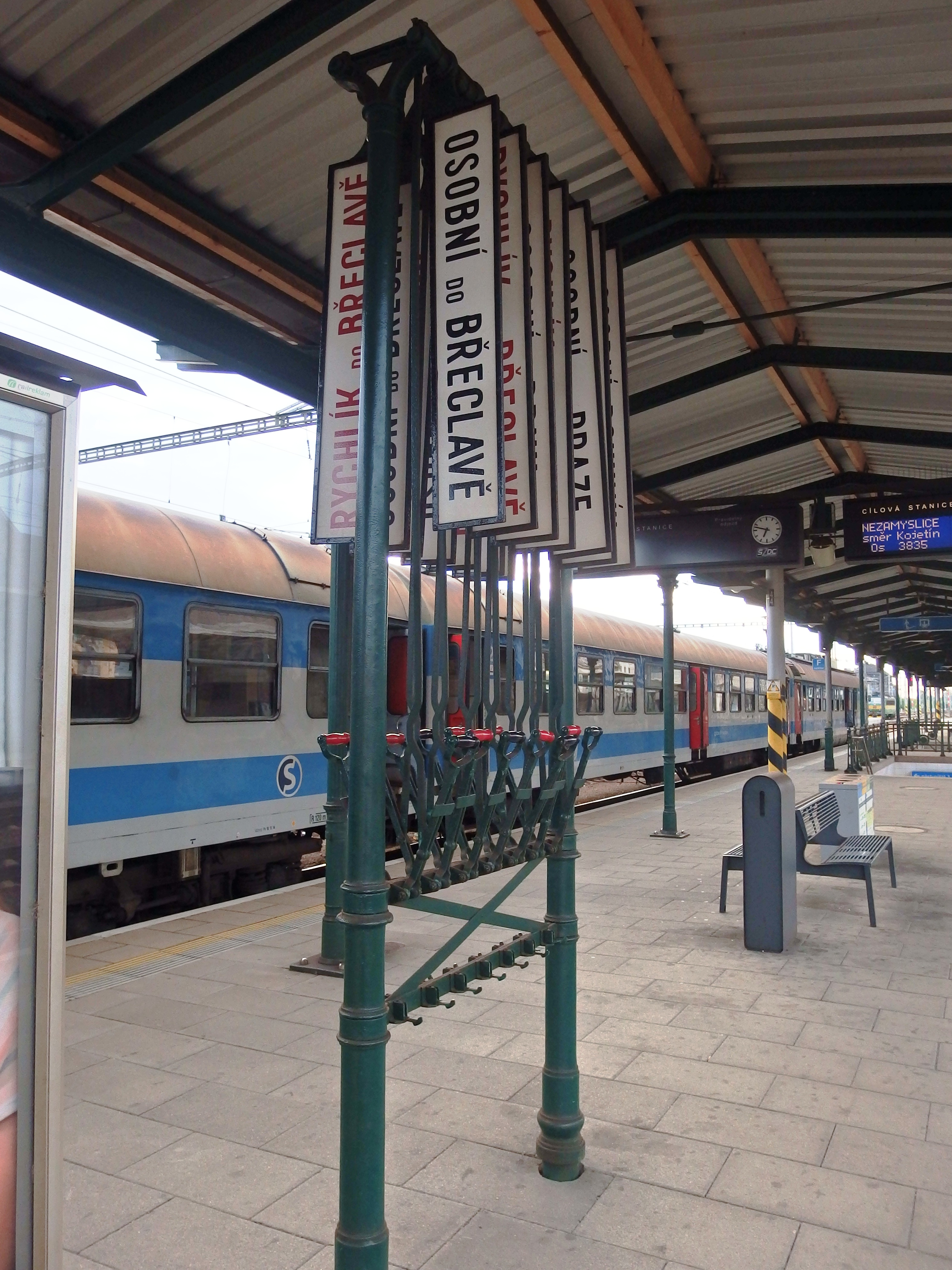
Rekonstruované informační tabule na 2. nástupišti
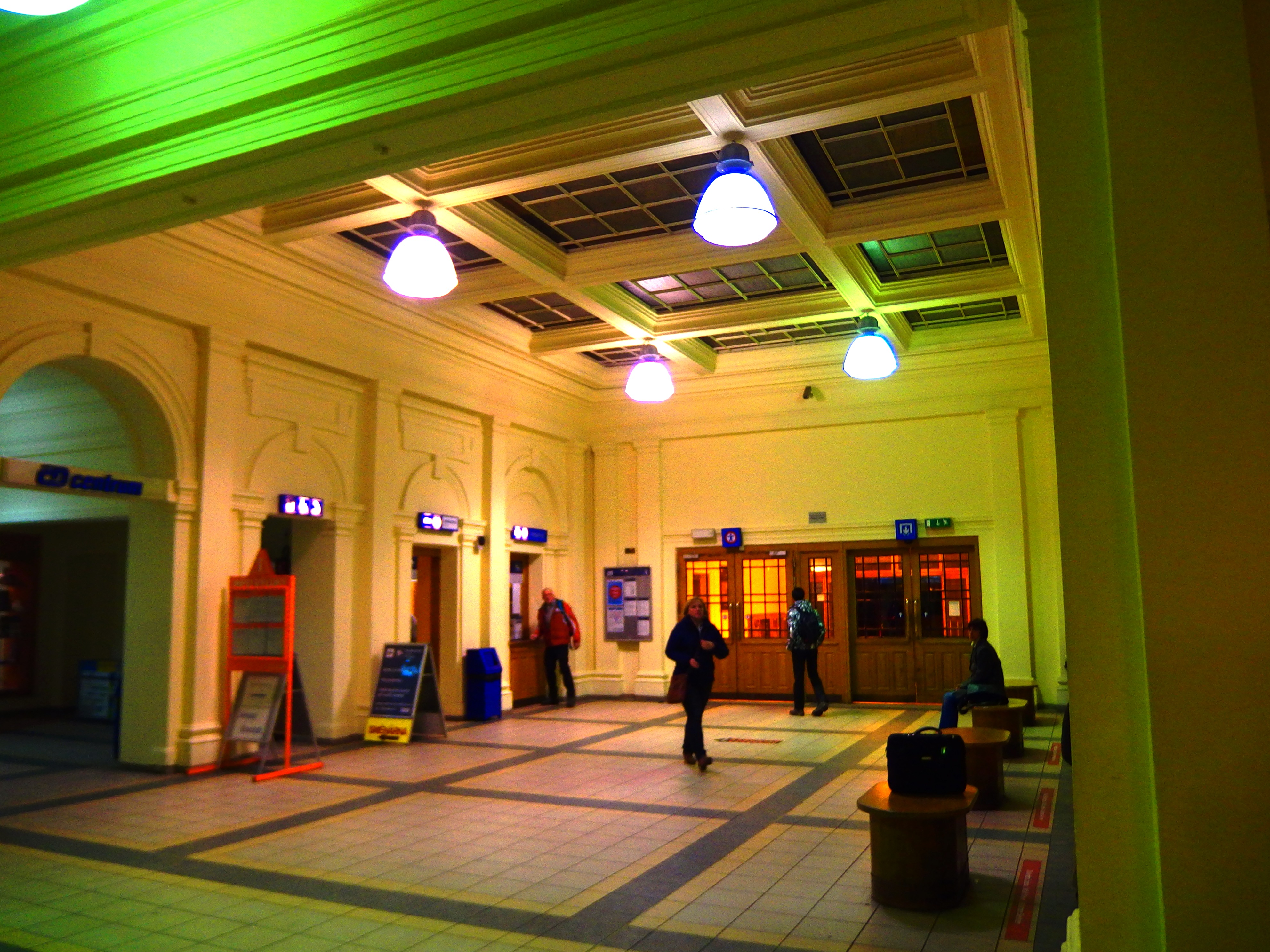
Vnitřní vestibul
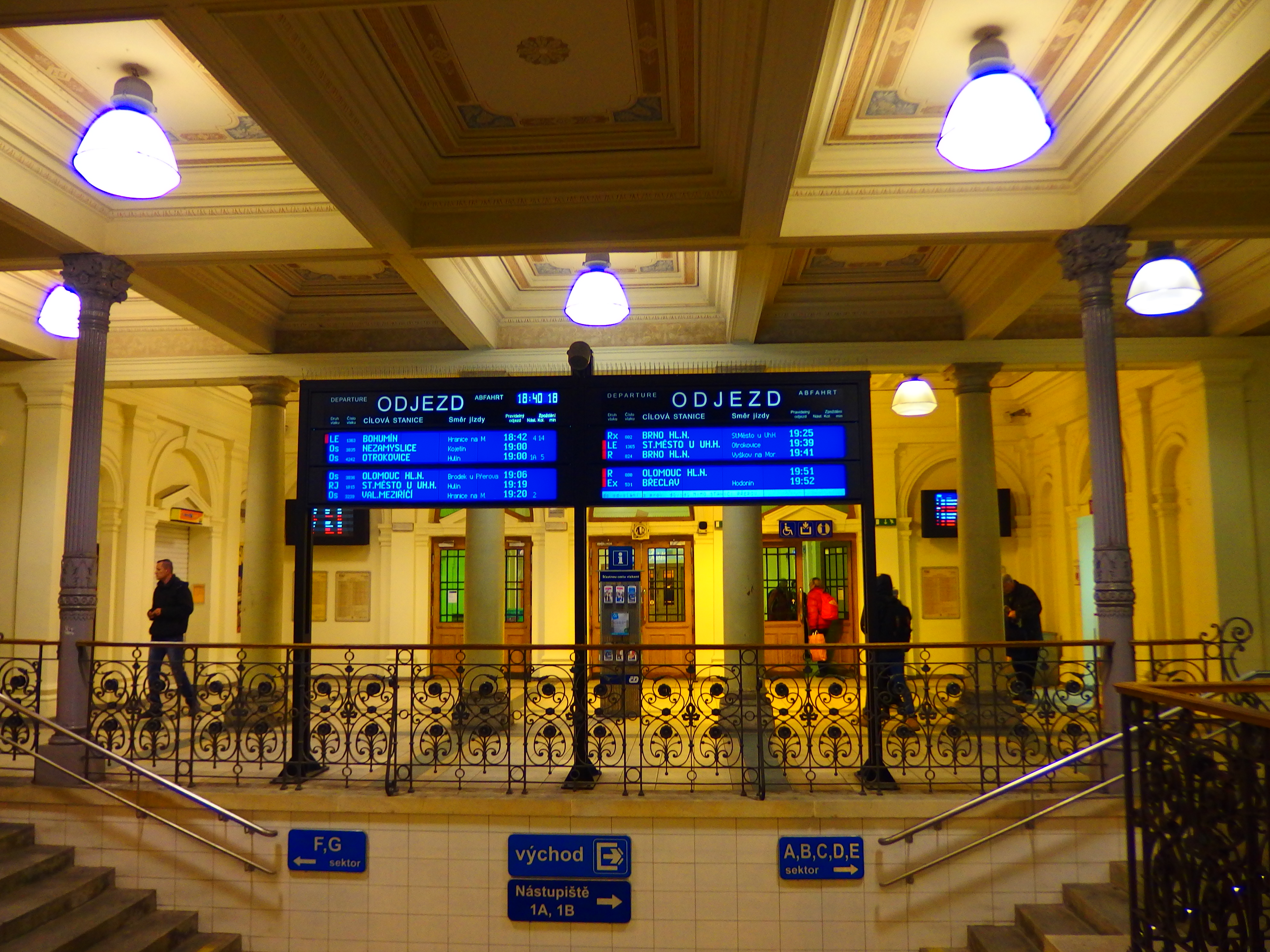
Venkovní vestibul s přístupem k hlavnímu podchodu a odjezdovými tabulemi
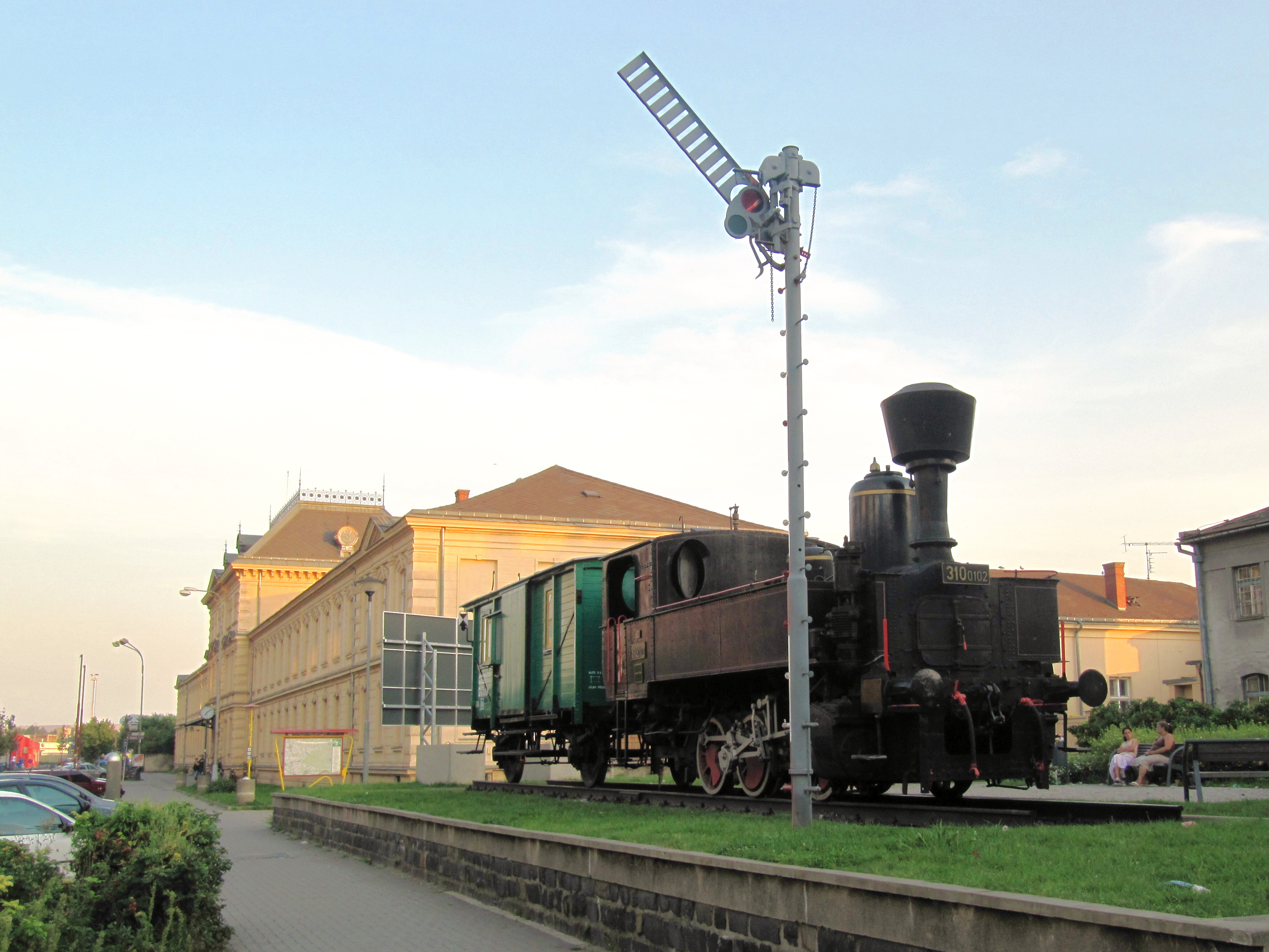
Památník s lokomotivou 310.0102
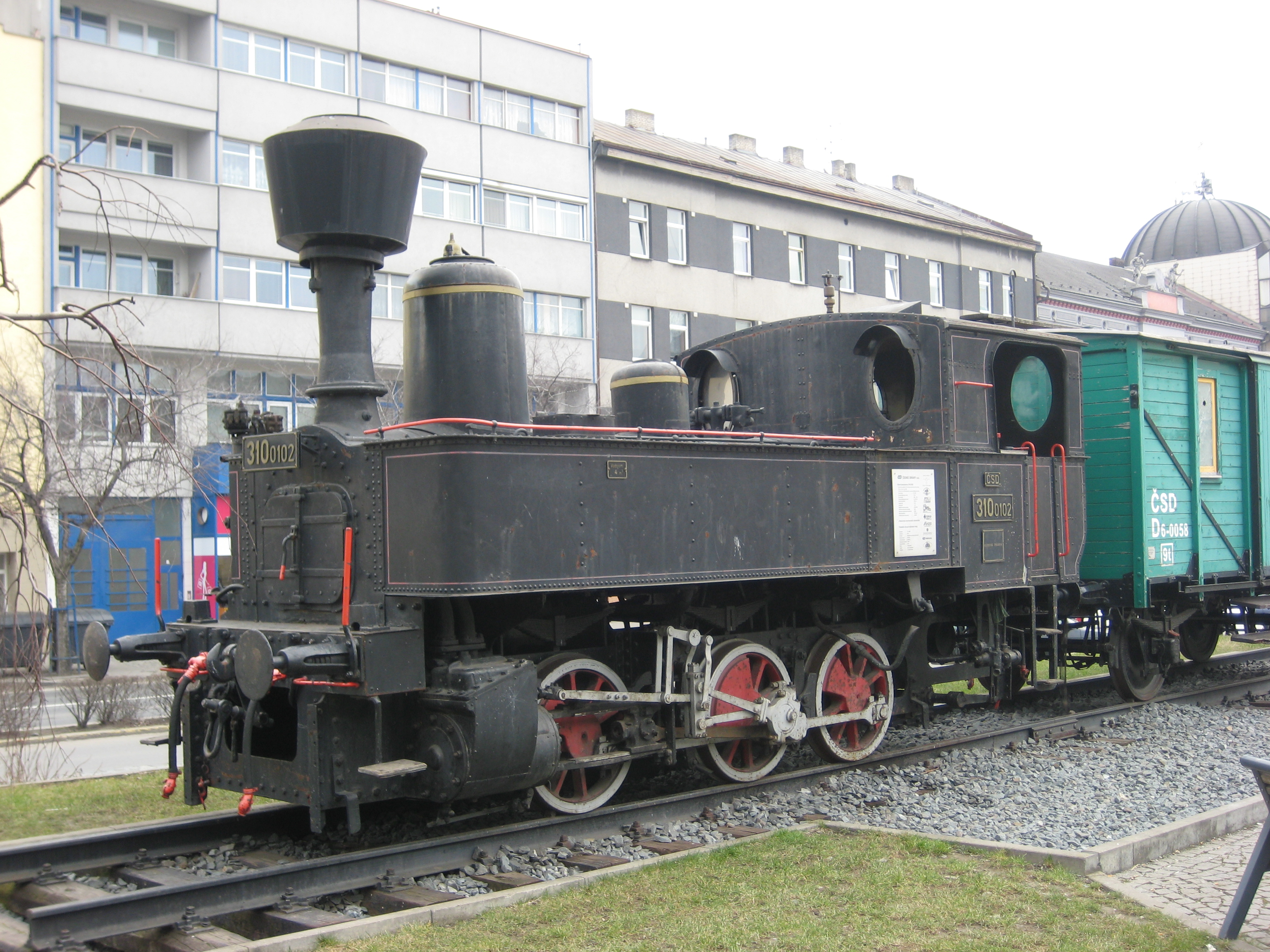
Památník s lokomotivou 310.0102
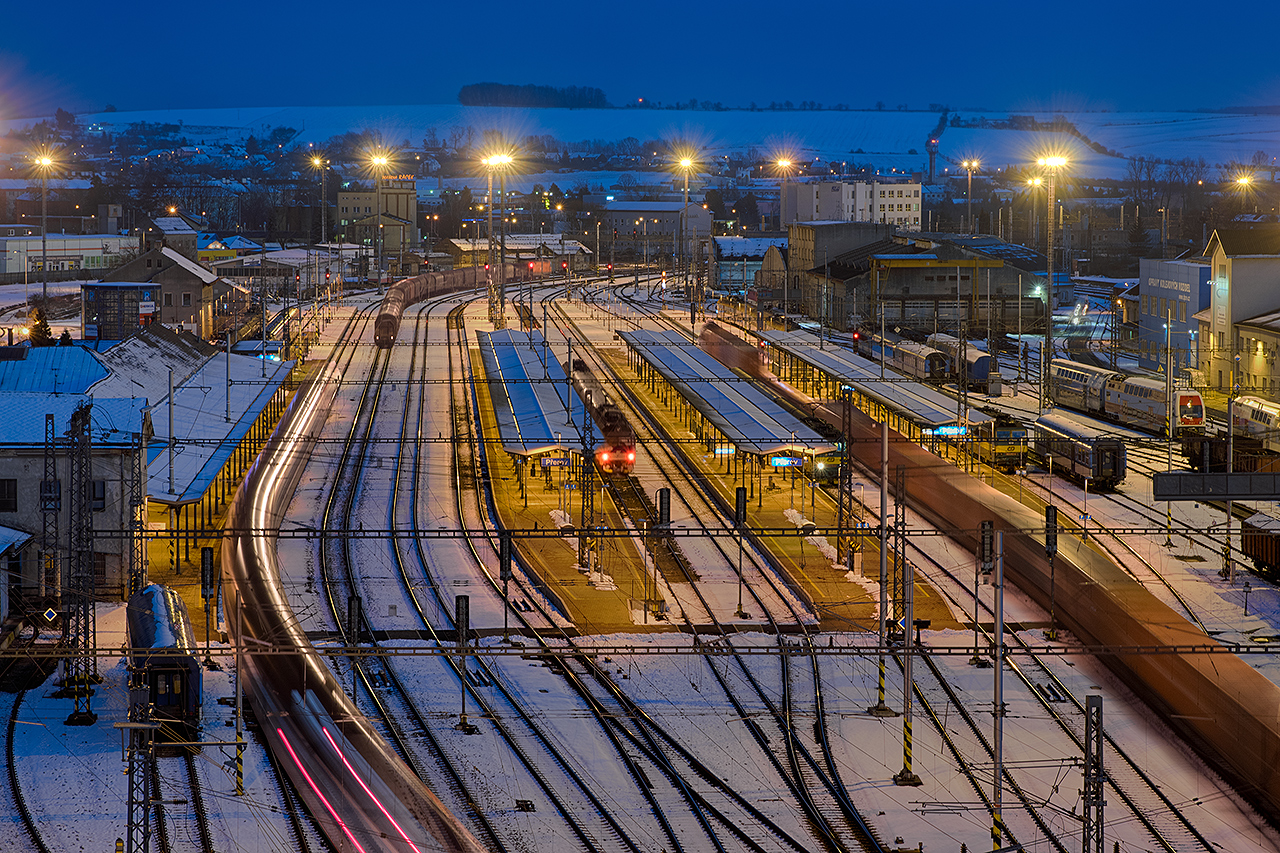
Pohled na celé nádraží (leden 2018)